# Pentametro dattilico
Il pentametro dattilico o brevemente pentametro è una forma metrica della poesia greca e latina, il cui schema base può essere così rappresentato:
Di fatto il pentametro è un metro composto, essendo formato da due hemiepe, o tripodie dattiliche catalettiche. Il nome «pentametro» gli deriva dal fatto di essere la somma di due unità da 2 piedi e mezzo; poiché però è un metro dattilico, di ritmo discendente, il pentametro conta sei arsi o tempi forti.

## Caratteristiche
Le principali caratteristiche del pentametro sono:
1. l'ultima sillaba del primo hemiepes è sempre lunga, mentre quella del secondo hemiepes è indifferens
2. la dieresi tra il primo e il secondo membro è la norma. Tale dieresi non permette lo iato, ma non impedisce il fenomeno dell'elisione
3. la sostituzione del dattilo con lo spondeo è, di norma, permessa solo nel primo hemiepes. Eccezioni a tale regola sono possibili, ma rare.

Alcuni esempi di pentametro:
- καὶ Μουσέων ἐρατὸν δῶρον ἐπιστάμενος (Archiloco, fr. 1, v.2). Il suo schema è  — — — ∪ ∪ — || — ∪ ∪ — ∪ ∪ X
- ἱερά νῦν δὲ Διοσκουρίδεω γενεή (Callimaco, fr. 384a Pf.²). Questo verso non ha la dieresi centrale.

## Usi del pentametro
Il pentametro compare a volte nella poesia drammatica, o talvolta è stato impiegato in versi stichici, ma il suo utilizzo più importante rimane nel distico elegiaco, dove compare come secondo verso a seguito di un esametro.
L'uso del distico elegiaco è legato soprattutto a due generi letterari, strettamente legati tra loro che godettero di ininterrotta vitalità nel corso dell'epoca antica: l'elegia e l'epigramma.

## Storia
Le più antiche elegie note risalgono al VII secolo a.C.: se in origine questo genere era legato al lamento funebre, nel corso del suo sviluppo si adattò a molteplici argomenti, dalla poesia erotica (da Mimnermo fino ai poeti latini, come Properzio e Tibullo), a quella politico sapienziale (Solone); da quella di esortazione guerresca (Tirteo), a quella di argomento mitologico ed erudito (gli Aitia di Callimaco).
I poeti latini accentuarono l'elemento soggettivo dell'elegia e usarono il distico anche nell'epigramma, sin dall'epoca di Ennio, godendo di un'ininterrotta vitalità sino all'età tardoantica.
La varietà di argomenti discorsivi si deve al fatto che il distico appare meno solenne dell'esametro e meno impetuoso, ritmicamente parlando, delle strofe liriche. Da questo punto di vista, la commistione di esametro e pentametro consentiva infatti ai poeti di smorzare il ritmo notoriamente solenne dell'esametro grazie alla cadenza tipica del pentametro, il cui secondo emistichio (= mezzo verso) era fisso (= dattilo + dattilo + sillaba finale accentata) e successivo a una cesura forte a conclusione del primo emistichio (= dattilo + dattilo + sillaba accentata; oppure: dattilo + spondeo + sillaba accentata; oppure spondeo + dattilo + sillaba accentata; oppure: spondeo + spondeo + sillaba accentata).
Inoltre due delle cinque sillabe accentate del pentametro, collocate perfettamente al centro e alla fine del verso, consentivano al poeta di caratterizzare il contenuto con la sapiente, ma naturale per lui, disposizione delle vocali.
| Controllo di autorità | Thesaurus BNCF 65066 |